# Sargocentron macrosquamis
Sargocentron macrosquamis is een straalvinnige vissensoort uit de familie van eekhoorn- en soldatenvissen (Holocentridae). De wetenschappelijke naam van de soort is voor het eerst geldig gepubliceerd in 1984 door Golani.